# Erik Segerstéen
Erik Hjalmar Segerstéen, född 16 maj 1819 i Torpa församling, Linköpings stift, Östergötlands län, död 24 februari 1901 i Linköpings församling, Östergötlands län, var en svensk biblioteksman och konstsamlare.

## Biografi
Erik Segerstéen var son till prosten Anders Peter Segersteen. Efter skolstudier i Linköping blev han 1837 student vid Uppsala universitet, varefter han 1838–1854 studerade vid Lunds universitet utan att avlägga någon examen. Han tillhörde kretsen kring C.V.A. Strandberg och deltog livligt i tidens glada studentliv, bland annat som poet i den humoristiska stilen och som författare av teaterstycken. Det var till stor del genom Segerstéens ansträngningar som Akademiska Föreningens byggnad kom till stånd. Under hans ledning framfördes en del av hans pjäser, och inkomsterna därav blev grundplåten till byggnadsföretaget. Segerstéen var 1856–1859 konsistorieamanuens i Linköping och från 1869 till sin död bibliotekarie vid Stiftsbiblioteket i Linköping. Han utförde där ett förtjänstfullt katalogiseringsarbete. I sitt testamente donerade Segerstéen större delen av sin förmögenhet till biblioteket. Han var även innehavare av en värdefull samling svensk konst, vilken inköptes av direktör Pehr Swartz, som donerade den till Norrköpings konstmuseum, där den nu bildar stommen i dess samlingar.